# Chromis pura
Chromis pura är en fiskart som beskrevs av Allen och Randall 2004. Chromis pura ingår i släktet Chromis och familjen Pomacentridae. Inga underarter finns listade i Catalogue of Life.